# The Godfather (romance)
The Godfather é um romance de ficção escrito por Mario Puzo, originalmente publicado em 1969, sobre uma família de mafiosos de origem siciliana que imigra para os Estados Unidos. Em Portugal, foi lançado como O Padrinho; no Brasil, como O Chefão e, depois, como O Poderoso Chefão, devido ao sucesso da adaptação cinematográfica lançada com este título. O romance ficou na The New York Times Best Seller list durante 67 semanas entre 30 de março de 1969 e 5 de julho de 1970 e vendeu mais de nove milhões de cópias em dois anos.
A obra foi o primeiro romance a introduzir a realidade da máfia, tornando usuais termos como omertà, consigliere, e outros, típicos da Cosa Nostra.

## Enredo
No livro, o padrinho/chefão é Don Vito Corleone, originalmente chamado "Vito Andolini". Ao chegar à América mudou seu sobrenome reportando-se à cidade italiana de Corleone, que fica na Sicília, onde nasceu.
A história transcorre no período de 1945-55, fazendo ainda remissões à infância e adolescência de Vito Corleone- centrando sobretudo na sua ascensão de imigrante pobre a poderoso líder de uma das famílias mafiosas que partilhavam o poder no submundo de Nova York.

## Adaptações

### Cinema
O livro foi adaptado com sucesso para o cinema pelo diretor Francis Ford Coppola. Existem algumas diferenças entre o livro e o filme, mas são poucos os cortes que fizeram no filme para não ficar idêntico ao livro.

## Sequências
A obra de Puzo teve continuidade, publicando ainda os seguintes livros, que são continuidade da estória primitiva:
- The Sicilian
- The Godfather Returns
- The Godfather's Revenge
- The Last Don
- Omertà